# Cầu Ông Cọp
Cầu Ông Cọp (hay cầu gỗ Miếu Ông Cọp, cầu gỗ Ông Cọp) là một cây cầu gỗ bắc qua sông Bình Bá thuộc tỉnh Phú Yên từ năm 1998. Cây cầu được đặt theo tên dựa vào miếu Ông Cọp ở gần khu vực đó.
Cầu nối liền các thôn phía bắc xã An Ninh Tây, huyện Tuy An với phường Xuân Đài, thị xã Sông Cầu. Cây cầu cách Quốc lộ 1 khoảng vài trăm mét và trung tâm thành phố Tuy Hòa 35 km. Nếu không có cây cầu này, người dân sẽ phải đi vòng khoảng 14–15 km. Cầu cũng là con đường ngắn nhất nối Quốc lộ 1 với danh thắng Gành Đá Đĩa.
Với chiều dài 700–800 m, đây chính là cây cầu bằng gỗ dài nhất Việt Nam.

## Cấu trúc và hoạt động
Công trình cầu Ông Cọp được thi công từ năm 1998 với tổng chiều dài khoảng 700–800 m và rộng 1,5 m (nơi rộng nhất 1,8 m). Vật liệu chính của cầu là những tấm ván gỗ làm từ thân cây phi lao. Thành cầu làm bằng những thân tre già. Cây cầu chỉ dành cho người đi bộ và xe máy.
Đầu cầu phía phường Xuân Đài là một nhà gỗ sơ sài và cũng là nơi thu tiền của các phương tiện qua lại. Mỗi lượt, người đi bộ trả 1.000 đồng, người đi xe hai bánh trả 3.000 đồng, chở thêm hàng hóa là 5.000 đồng. Dưới chân cầu là những đống gỗ phi lao chất sẵn, khi có tấm ván nào hư là được sửa ngay.
Đến mỗi mùa mưa bão thì cây cầu lại sập và được người dân địa phương tự trích tiền xây dựng trở lại. Ước tính từ năm 1999 đến nay, không dưới 5–7 lần cây cầu phải xây lại.

## Dự án cầu bê tông
Năm 2016, Sở Giao thông vận tải tỉnh Phú Yên đã lên kế hoạch xây dựng và dự kiến hoàn thành trong khoảng năm 2018–2020. Năm 2020, Sở Giao thông vận tải đã giải thích do chưa được viện trợ vốn đầu tư nên cây cầu vẫn chưa được xây dựng. Cây cầu mới bằng bê tông kết hợp với phần đường dẫn hai bờ dự kiến sẽ dài khoảng 10,941 km, kinh phí là 1029 tỷ đồng.